# Haim Bar-Lev

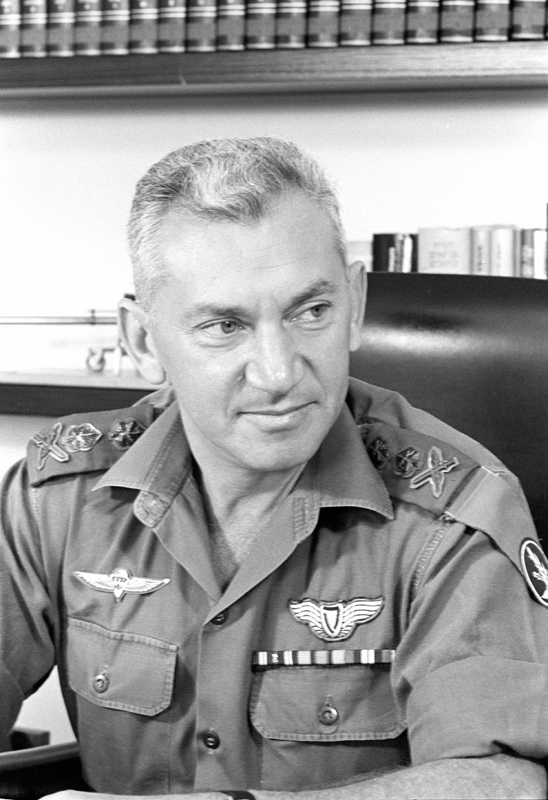
Haim Bar-Lev

Haim "Kidoni" Bar-Lev (hebreiska:חיים בר-לב), född 16 november 1924, död 7 maj 1994, var en militärofficer under Israels förstatliga och tidiga tid. 
Han föddes som Haim Brotzlewsky i Wien, Österrike 1924. Mellan 1942 och 1948 tjänstgjorde Bar-Lev i diverse självförsvarsenheter (som till exempel Palmach) i det brittiska Palestinamandatet. Han blev både pilot och fallskärmsjägare, vilket senare kom att hjälpa honom i att utveckla båda dessa militära grenar i den unga israeliska försvarsarmén.
1946 sprängde Bar-Lev Allenbybron nära Jeriko för att förhindra arabiska milismän i Transjordanien från att komma in i judiska städer väster om Jordanfloden.
Mellan 1968 och 1971 tjänstgjorde Bar-Lev som Israels militärs stabschef, vilket gjorde honom till den högste militäre officeren. Under Yom Kippurkriget blev han, trots att han var pensionerad och var Israels handels- och industriminister, återkallad till militär tjänst av premiärminister Golda Meir för att ersätta Shmuel "Gorodish" Gonen som chef för det Södra Kommandot som försvarade Sinai. Bar-Lev spelade en avgörande roll i kriget. 
Han dog i Tel Aviv den 7 maj 1994.